# Anambé
Anambé.- pleme američkih Indijanaca jezične skupine Oyampi, porodice Tupi-Guarani, nastanjeno u brazilskoj državi Pará na rezervatu Terra Indígena Anambé (7,882 hektara) u općini Moju, uz gornji tok rijeke Cairari, pritok rijeke Moju; 132 (2000). 

## Povijest
Anambé su u prošlosti (1. polovica 19. stoljeća) živjeli zapadno od Tocantinsa, na rijeci Pacajá, pritoci rijeke Pará, blizu Portela. Bijelci koji prvi dolaze u ovaj kraj zarate s Anambama, što su iskoristili jezuiti, koji su ispočetka živjeli s njima u miru, i počeli odvajati žene od muškaraca, i odvoditi ih u Portel. Muškarci su radili za njih na poljima (roças) ili kao veslači, a žene da im peru i kuhaju. Ovo je uvredljivo za Anambé, pa postaju nepokorni poglavici. U to vrijeme dođe i do napada nekog ljudožderskog plemena, poznatog kao "Curumbu" (potpuno nepoznati), na što su se Anambé povukli na rijeku Cururuí, pritok Pacaje i osnovali selo Tauá. Godine 1852. dio Anamba dolazi na lijevu obalu Tocantinsa, gdje su zatražili zaštitu i smješteni u jedno selo u distriktu Baião. Ostatak Anamba ostao je na gornjoj Pacajá. Do 1874. preostalo je nakon rata s plemenom "Curumbu" 46 Indijanca. Sljedeće godine od boginja ih je umrlo 37. Preostali se priključe Anambama na selu na rijeci Tocantins. Do kraja 19 stoljeća Anambé su ostali živjeti u blizini grada Baião, na otocima Santos i Tauá, kada odlaze na lijevu obalu Tocantinsa u bazen rijeke Moju. 
Prvi zapisi o njima u bazenu Mojua brkaju ih s Indijancima Turiwara i Amanayé. Antropolog Napoleão Figueiredo, kaže da na Moju dolaze s plemenom Gaviões do Oeste, koji su ih kasnije otjerali prema rijeci Cairari. Isprva su oni jedini stanovnici na gornjoj Cairari, ali od sredine 20 stoljeća počinju dolaziti drvosječe i sakupljači balate (=gutta-percha), gumolikog materijala dobivenog sušenjem mliječnog soka drveta Manilkara bidentata. 1970.-tih godina neki Anambé rade za drvosječe zarađujući sebi nadnice, ili prodaju drvo za regatão, putujuće amazonske trgovce). Anambé isprva mahom odlaze na rad za drvosjeće, no u sljedećoj dekadi, do toga dolazi tek slučajno.

## Kultura: Kulturna prožimanja i akulturacija
Današnji Anambé su izgubili glavninu svog eksternalnog domorodačkog kulturnog elementa, a njihov način života je dosta sličan lokalnom ne-indijanskom stanovništvu. Njihove kuće prekrivene slamom ili drvenim otpadom, ne razlikuju se mnogo od drugih kuća u tom području. Izuzetak ovdje čine malene košare, spiralna sita, vretena, pilões (teški mužari, avani za mljevenje kukuruza i drugog zrnja, dugout-kanui poznati pod imenom ubás, i naravno lukovi i strijele, to su sve one stvari koje su Indijancu i Indijanki potrebne za svakodnevni posao. Kroz kojih 4 generacije Anambé su preko inter-etničkih brakova i ne-indijanskih supružnika uvučeni u život sela. 1980.-tih godina stari Anambé vođa, možda je posljednji koji je još upoznat sa starim tradicijama i pjesmama, a vodstvo će pripasti mlađem oženjenom muškarcu čija obitelj živi u urbanoj sredini.
Napoleão Figueiredo kaže da su Anambé 1940.-tih pokršteni u Belému, i svima im je kum guverner države Pará Joaquim de Magalhães Cardoso Barata. Početkom 1960.-tih Anambé počinju voditi svoju djecu na krštenje u grad Mocajuba, a uspostavljaju i kontakt s pentekostalnom crkvom iz Vila Erlima, blizu njihovog sela. Njihova mitologija stoga ima i katoličkog i evangelističkog utjecaja, dok je pajé (njihov šaman) postao tek figura, koja će s vremenom nestat.

## Vanjske poveznice
- Anambe  Arhivirana inačica izvorne stranice od 1. travnja 2007. (Wayback Machine)